# Fosa de las Nuevas Hébridas

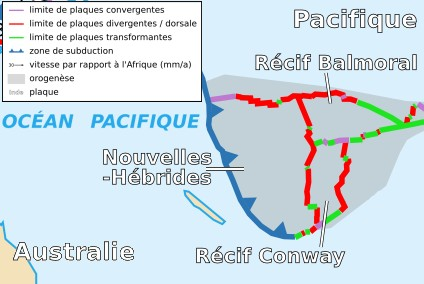
Mapa de la fosa de las Nuevas Hébridas y las placas tectónicas circundantes.

La fosa de las Nuevas Hébridas (más precisamente llamada fosa de las Nuevas Hébridas del Sur) es una fosa oceánica de unos 7,1 km (4,4 mi) de profundidad en el Océano Pacífico Sur. Se encuentra al noreste de Nueva Caledonia y las Islas de la Lealtad, al suroeste de Vanuatu, al este de Australia y al sur de Papúa Nueva Guinea y las Islas Salomón. La fosa se formó como resultado de una zona de subducción. y todavía la placa australiana se está subduciendo bajo la microplaca de las Nuevas Hébridas, lo que provoca el vulcanismo que originó de las islas Vanuatu.
La fosa fue descrita por primera vez en 1962 por el buque de investigación estadounidense Spencer F. Baird, en la expedición Proa del Instituto Scripps de Oceanografía, y fue explorada con más detalle en 2013 por el equipo Oceanlab de la Universidad de Aberdeen, quienes encontraron anguilas, camarones y crustáceos.

## Geografía

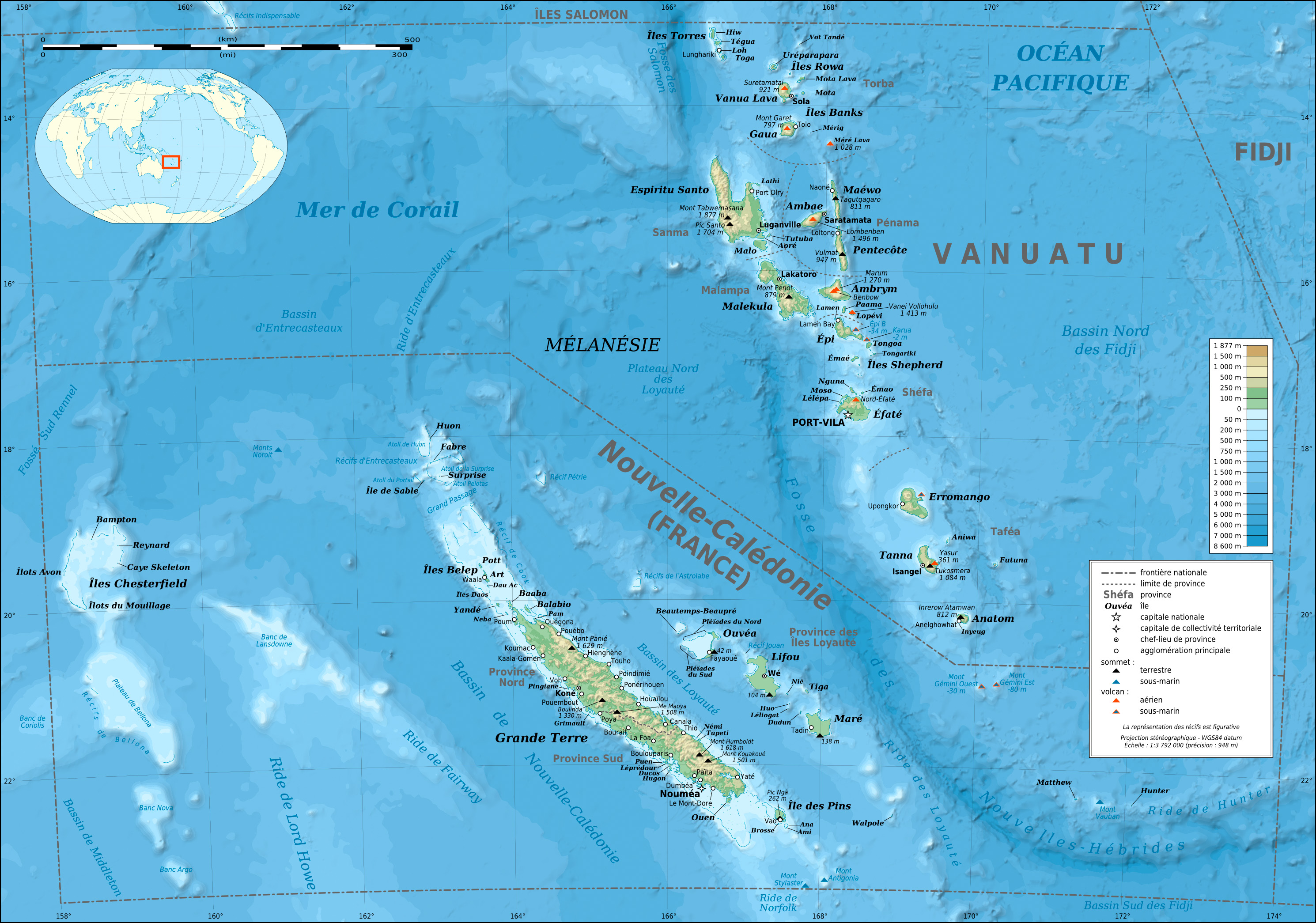
Mapa barométrico y topográfico de Nueva Caledonia y Vanuatu. La fosa de las Nuevas Hébridas se proyecta como la franja azul oscura entre el centro y el extremo inferior derecho en la imagen.

La fosa de las Nuevas Hébridas del Sur se define como aquella que se extiende entre las coordenadas 17°45′00″S 167°20′00″E / -17.75, 167.3333 y 23°08′00″S 174°10′00″E / -23.1333, 174.1667. La fosa de las Nuevas Hébridas del Norte (o fosa de Torres), que se extiende al oeste de las Islas Salomón, es una formación marina separada de la fosa de las Nuevas Hébridas del Sur por la dorsal d'Entrecasteaux, aunque tectónicamente ambas forman parte de una misma zona de subducción.

## Tectónica
En la fosa de Nuevas Hébridas, la placa australiana está siendo subducida debajo de la microplaca de las Nuevas Hébridas en la zona de subducción de Vanuatu (anteriormente llamada zona de subducción de Nuevas Hébridas) hacia el este, donde la fosa tiene una orientación norte-sur. La fosa está al noreste del margen continental de Zelandia. La tasa de convergencia en la zona de subducción varía entre los 120 mm al año en el sur, hasta los 40 mm al año en la sección central, a la elevada tasa de 170 mm al año en el norte, aproximadamente a la latitud 11°S en la región de las islas Salomón al norte de las islas Torres. La anómala falta de convergencia en la sección central se debe a la subducción de la dorsal d'Entrecasteaux. La subducción/colisión progresiva de la dorsal Lealtad, de dirección NO-SE, ubicada en la placa australiana bajo las microplacas del sur de Vanuatu, produce mucha actividad sísmica. Por su parte, la parte más meridional de la fosa, al sur de la latitud 22,5° S y al este de la longitud 170° E, no es tan activa tectónicamente.
Se ha sugerido que la subducción actual del norte al sur de la curva al este en la fosa debería considerarse como una zona de subducción separada, llamada sistema o zona de subducción Matthew y Hunter dado su arco volcánico actual inmaduro y otras características. Se traduce en la zona de fractura de Hunter sin subducción, que es una zona de fractura por falla transformante. Hace 3 millones de años, la dorsal central más meridional de la cuenca del norte de Fiyi se propagó hacia el sur y ahora se ha intersecado con la fosa de las Nuevas Hébridas y la zona de fractura de Hunter para formar una triple unión con la placa del arrecife de Conway.

## Sismicidad
La parte sur de la zona de subducción, entre las latitudes 21,5 y 22,5° S y las longitudes 169 y 170° E, es muy activa. En las últimas décadas, se han producido múltiples terremotos asociados a la fosa, incluyendo enjambres sísmicos de magnitud superior a Mw 7,0, que han afectado a Nueva Caledonia y Vanuatu. La acumulación de tensión se libera parcialmente de forma regular a través de terremotos moderados a fuertes durante secuencias que han incluido terremotos de fallas de empuje entre placas y terremotos de fallas normales de elevación externa al oeste y suroeste de la fosa.
El terremoto de magnitud 7.7 en las Islas de la Lealtad de 2021 fue mucho más fuerte que la sismicidad habitual en los aspectos más al sur de la fosa. El epicentro estuvo cerca de la isla Matthew y fue precedido y seguido por una crisis sísmica de múltiples eventos con magnitud mayor a 5.0.
La siguiente tabla muestra terremotos significativos asociados a actividad sísmica en la zona de subducción:
| Artículo                               | Fecha                    | Epicentro                                        | Magnitud (Escala de mag. de momento) |
| -------------------------------------- | ------------------------ | ------------------------------------------------ | ------------------------------------ |
| -                                      | 28 de marzo de 1875      | Islas de la Lealtad                              | 8.1-8.2                              |
| -                                      | 9 de agosto de 1901      | Tadine, Nueva Caledonia                          | 7.9                                  |
| -                                      | 16 de junio de 1910      | Isangel, Vanuatu                                 | 7.8                                  |
| -                                      | 20 de septiembre de 1920 | Isangel, Vanuatu                                 | 7.9                                  |
| -                                      | 25 de agosto de 1926     | Zona de subducción Vanuata Sur                   | 7.0                                  |
| -                                      | 2 de diciembre de 1950   | Port-Vila, Vanuatu                               | 7.9                                  |
| -                                      | 17 de diciembre de 1957  | Sola, Vanuatu                                    | 7.8                                  |
| -                                      | 11 de agosto de 1965     | Zona de subducción Vanuata Central               | 7.6                                  |
| -                                      | 31 de diciembre de 1966  | Lata, Islas Salomón                              | 7.8                                  |
| -                                      | 17 de julio de 1980      | Lata, Islas Salomón                              | 7.9                                  |
|                                        | 7 de octubre de 2009     | Sola, Vanuatu                                    | 7.8                                  |
| Terremoto de las Islas Salomón de 2013 | 6 de febrero de 2013     | Lata, Islas Salomón                              | 8.0                                  |
|                                        | 10 de febrero de 2021    | Sudeste de las Islas de la Lealtad               | 7.7                                  |
| -                                      | 30 de marzo de 2022      | Islas de la Lealtad                              | 6.9                                  |
| -                                      | 31 de marzo de 2022      | 279 km al sureste de la isla Maré                | 7.0                                  |
| -                                      | 19 de mayo de 2023       | 339 km al este de Isla de Pines, Nueva Caledonia | 7.7                                  |
| Terremoto de Port Vila de 2024         | 17 de diciembre de 2024  | 30 km al este de Port-Vila                       | 7.3                                  |

La región podría desencadenar tsunamis con un eje de propagación principal que golpearía de OSO-ENE (lo que pondría en mayor riesgo a Nueva Caledonia y el sur de Vanuatu) a S-N (lo que pondría en mayor riesgo al norte de Nueva Zelanda y Vanuatu).  El 5 de diciembre de 2018 un terremoto de falla normal de magnitud 7.5 generó un tsunami de más de 2 m (2,2 yd) en el sur de Nueva Caledonia y Vanuatu.

## Ecología
El agua de mar de la fosa tiene una temperatura de aproximadamente 2 grados Celsius (35,6 °F) en profundidades entre los 2 a 6 km. Las especies de peces conocidas incluyen las del género Pachycara (por ejemplo, Pachycara moelleri a 4 km de profundidad), Ilyophis robinsae, Synaphobranchus brevidorsalis, Hydrolagus spp., Bayraya spp., Bassozetus spp., Antimora rostrata, múltiples especies de Coryphaenoides, miembros de la familia Zoarcidae y miembros de la familia Alepocephalidae. Por alguna razón, aunque son bien conocidos en las aguas cercanas, los macroúridos están ausentes en la fosa norte de las Nuevas Hébridas. Se cree que esto se debe a que las características del ecosistema permiten que los ofídidos de baja energía dominen. Entre los crustáceos se encontraron anfípodos que incluyen miembros de la familia Lysianassidae, camarones del género Benthesicymus (Benthesicymus crenatus, Benthesicymus howensis) y Aristeidae (Cerataspis monstrosus) y Oplophoridae (Acanthephyra tenuipes y Heterogenys microphthalma).